# Ач (город)
Ач (венг. Ács) — город на северо-западе Венгрии, в медье Комаром-Эстергом. Население Ача по данным на 2005 год — 7260 человек.

## История
Вблизи Ача во время венгерской революции 1848—1849 годов произошёл ряд стычек, из которых самая значительная произошла в лесу, 3-го августа 1849 года. На 1880 год в Аче, бывшем тогда деревней, насчитывалось 4437 жителей. Перед деревней, по данным ЭСБЕ, находился замок князя Лихтенштейна с английским садом и римскими древностями.

## Галерея

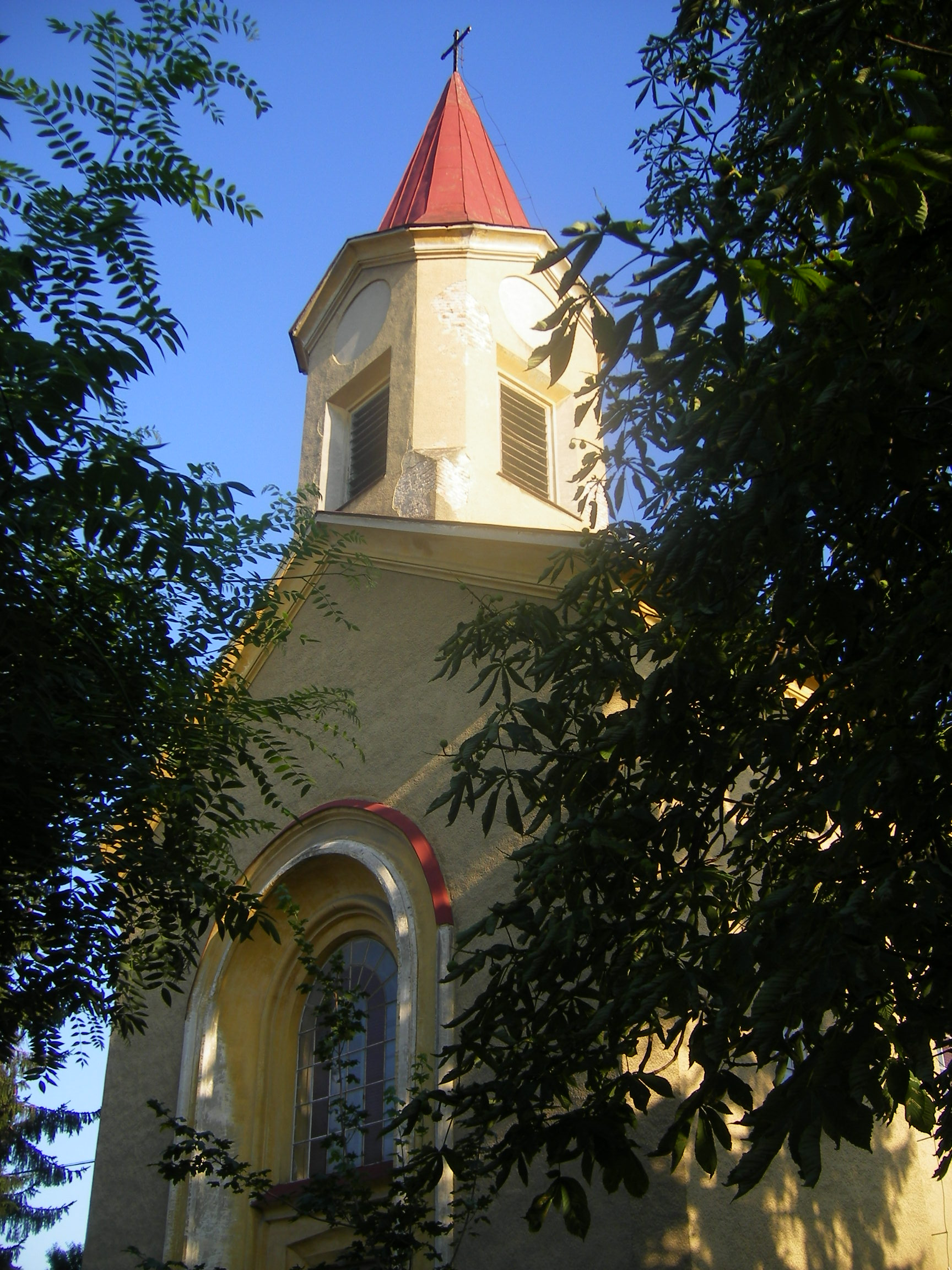
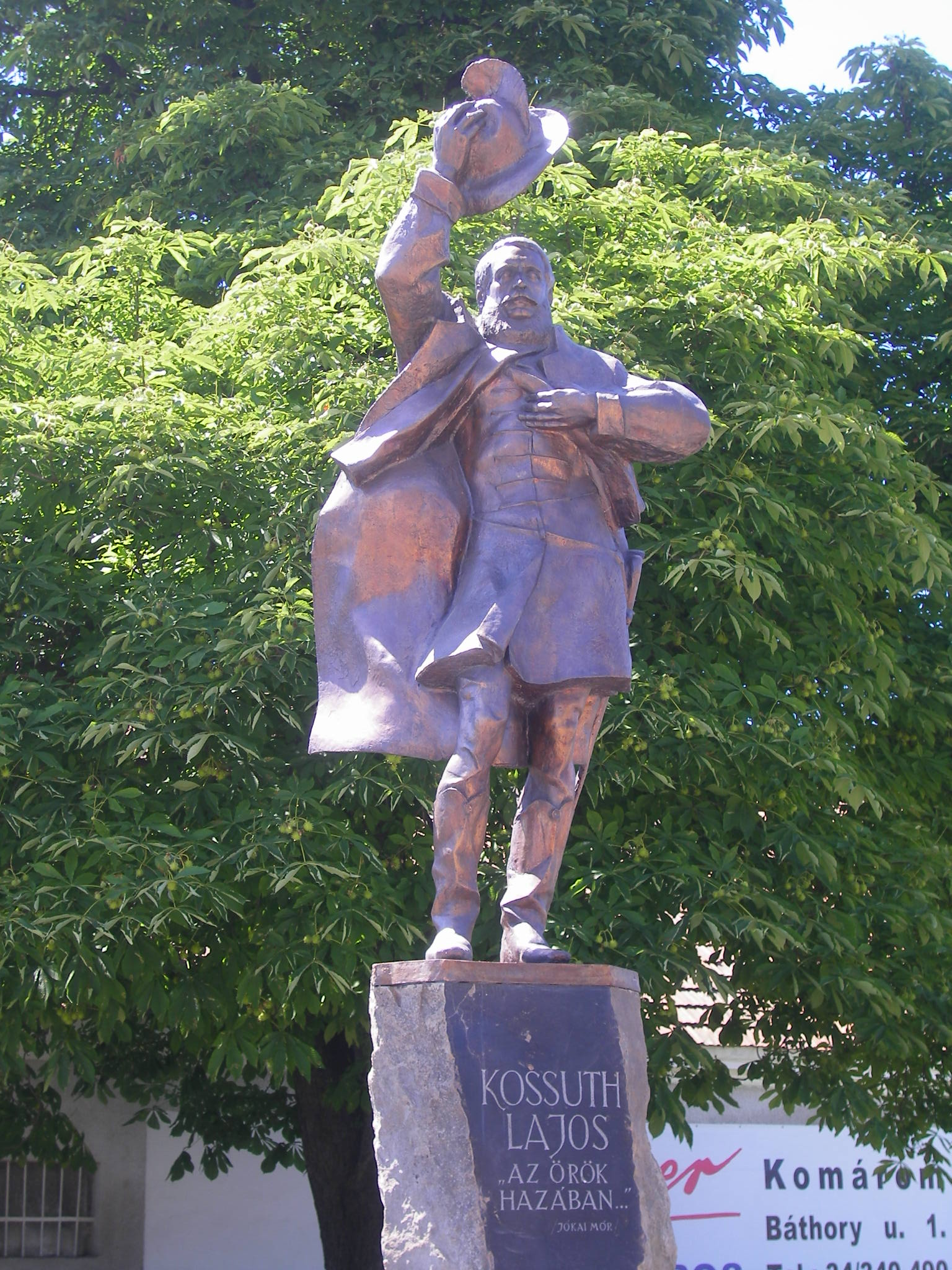
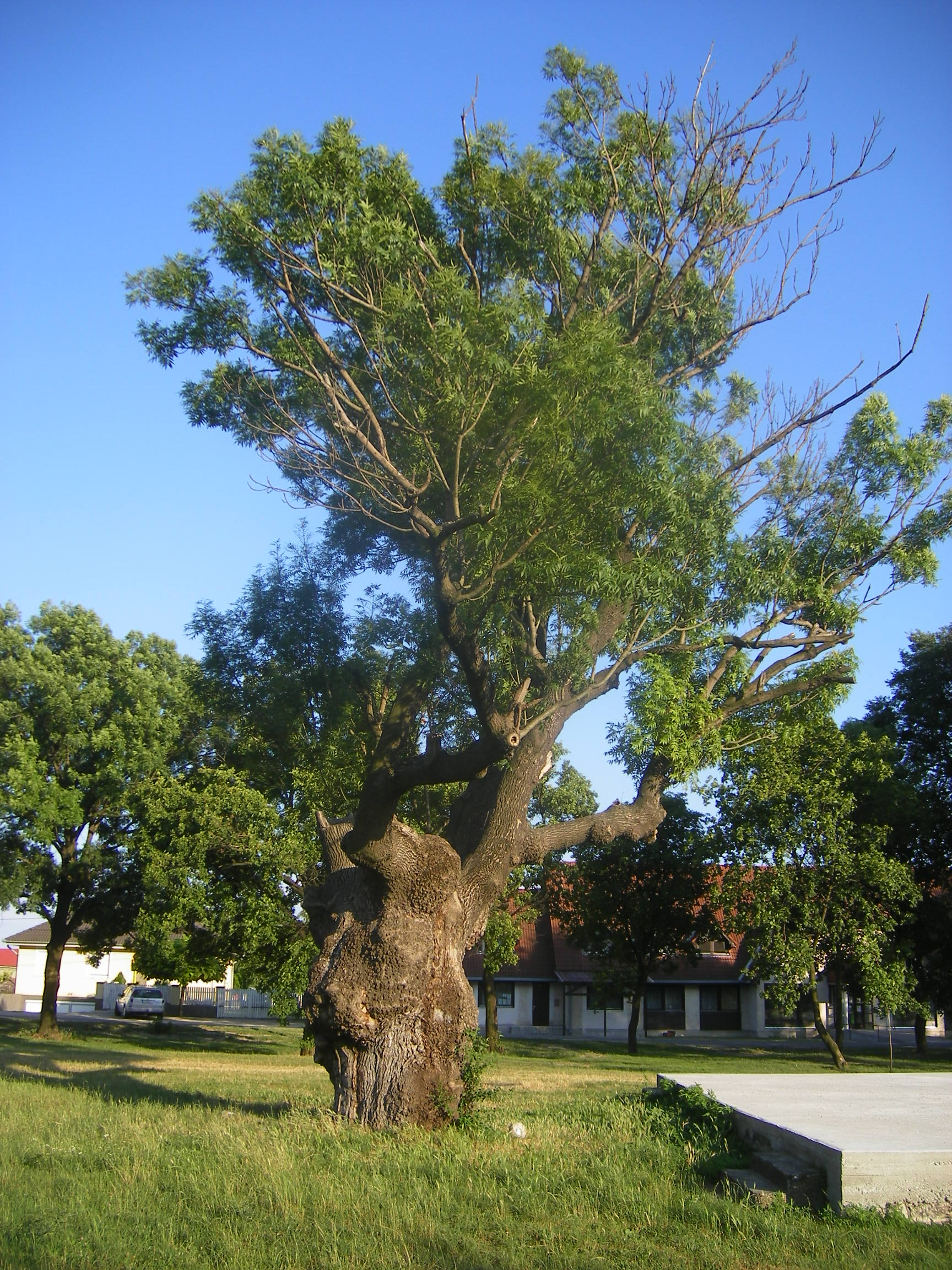
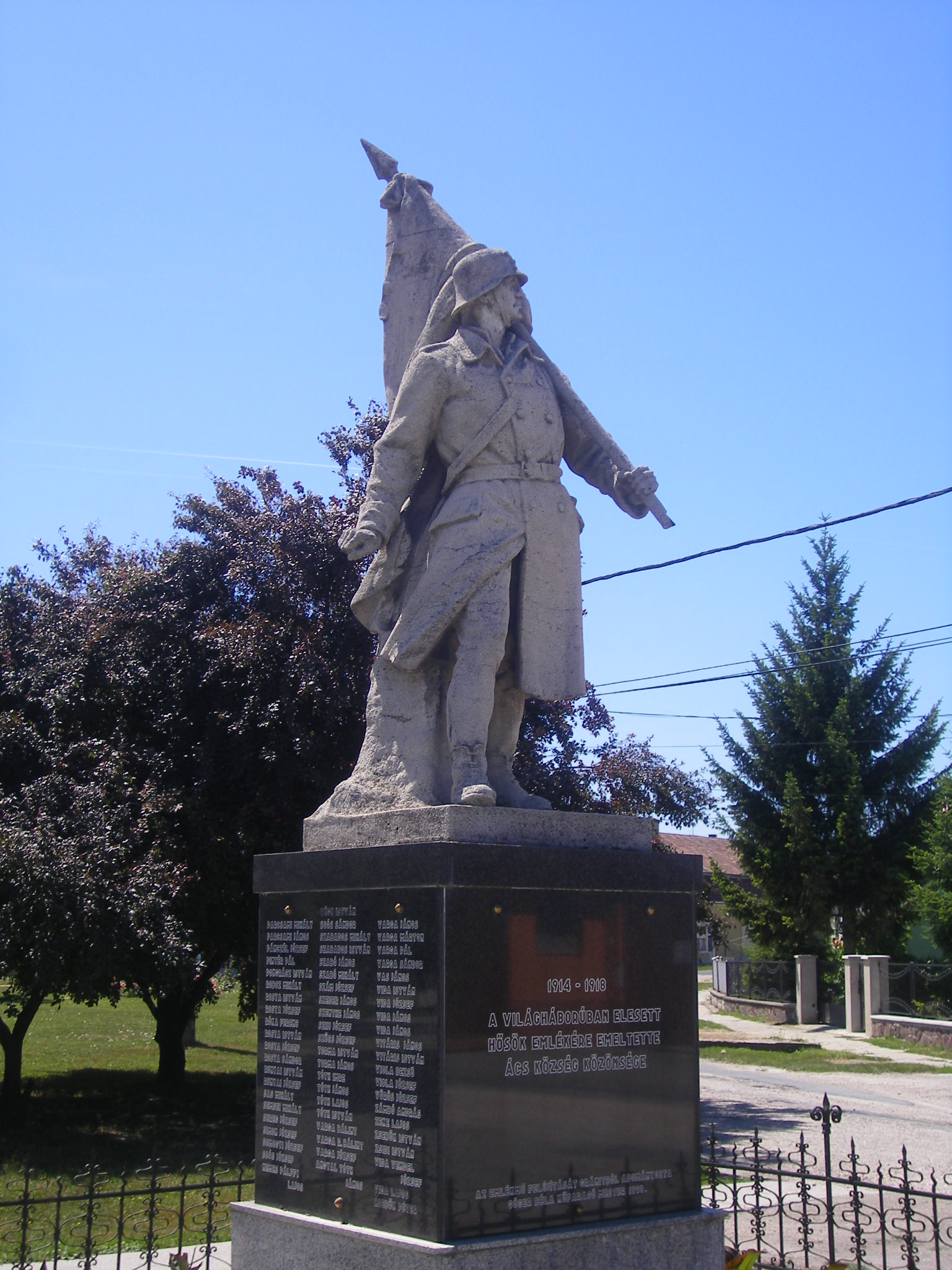
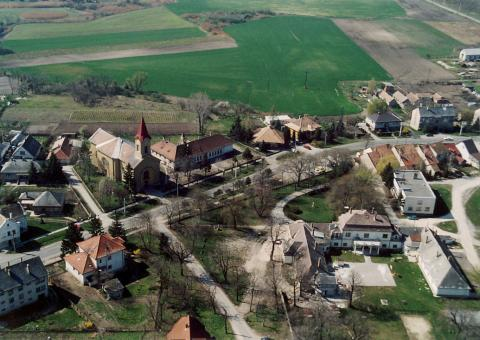

## Население
| Год  | Численность | Численность |
| ---- | ----------- | ----------- |
| 2013 | 6808        | [ 3 ]       |
| 2014 | 6768        | [ 4 ]       |
| 2015 | 6771        | [ 5 ]       |
| 2021 | 6944        | [ 6 ]       |
| 2022 | 6831        | [ 7 ]       |
| 2023 | 6857        | [ 8 ]       |
| 2024 | 6974        | [ 1 ]       |